# Camila Roffo
Camila Roffo (* 28. September 2000) ist eine argentinische Leichtathletin, die sich auf den Sprint spezialisiert hat.

## Sportliche Laufbahn
Erste Erfahrungen bei internationalen Meisterschaften sammelte Camila Roffo im Jahr 2016, als sie bei den U18-Südamerikameisterschaften in Concordia mit 12,66 s und 25,90 s jeweils in der ersten Runde im 100- und 200-Meter-Lauf ausschied. 2022 schied sie bei den U23-Südamerikameisterschaften in Cascavel mit 25,15 s im Vorlauf über 200 Meter aus und belegte mit der argentinischen 4-mal-400-Meter-Staffel in 3:49,15 min den vierten Platz und sicherte sich in der Mixed-Staffel in 3:31,97 min die Silbermedaille hinter dem ecuadorianischen Team. Im Jahr darauf schied sie bei den Südamerikameisterschaften in São Paulo mit 57,28 s in der Vorrunde im 400-Meter-Lauf aus und belegte mit der Frauenstaffel in 3:53,15 min den sechsten Platz. Zudem kam sie in der Mixed-Staffel nicht ins Ziel.
2023 wurde Roffo argentinische Meisterin im 400-Meter-Lauf und in der 4-mal-400-Meter-Staffel.

## Persönliche Bestzeiten
- 100 Meter: 12,02 s (+1,1 m/s), 22. April 2023 in Buenos Aires
- 200 Meter: 24,48 s (+0,1 m/s), 3. Oktober 2023 in Mar del Plata
- 400 Meter: 55,76 s, 13. Mai 2023 in Concepción del Uruguay